# Zonas irregulares de mare

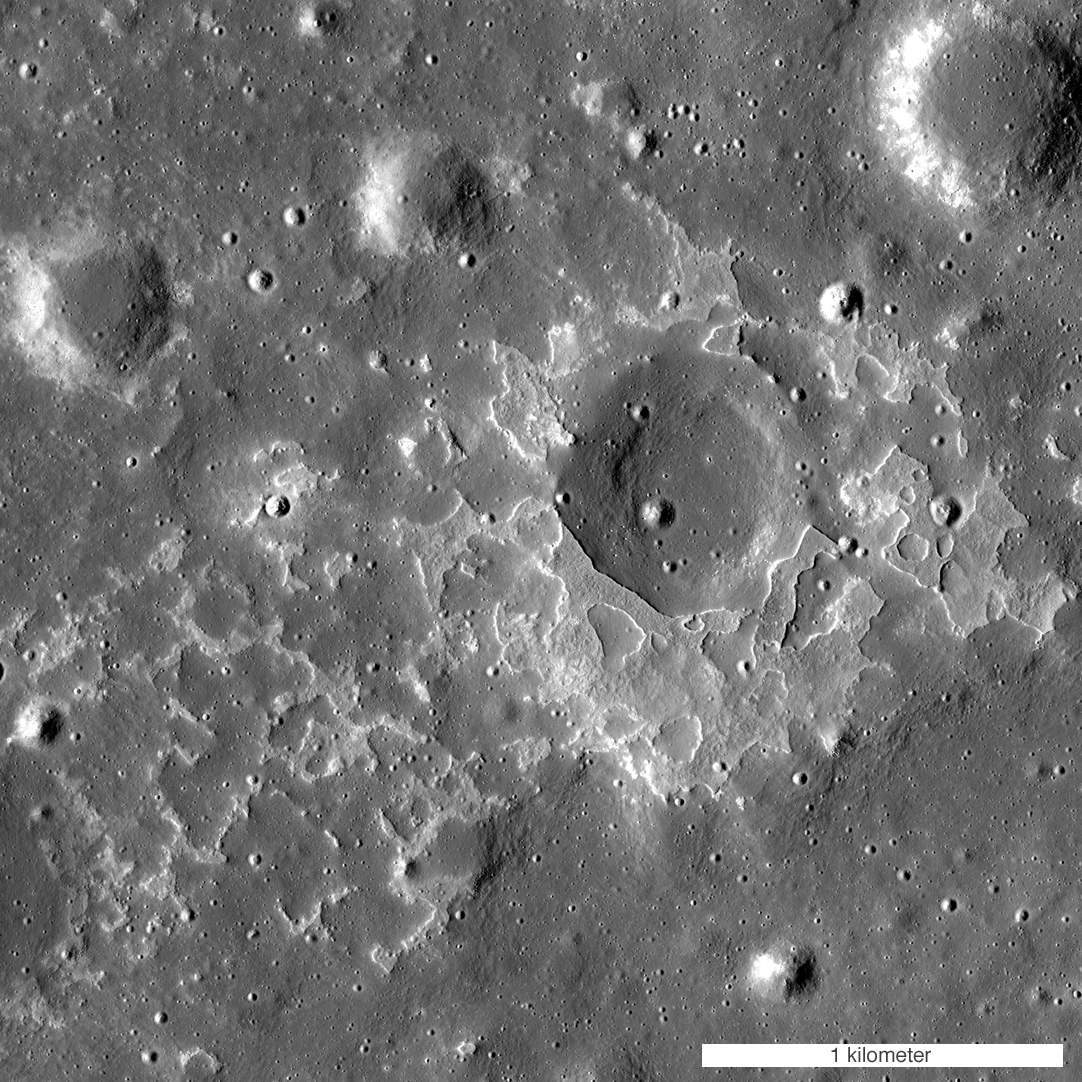
Una zona irregular en el Mare Tranquillitatis. Nótese que la imagen puede percibirse con la profundidad invertida: el gran objeto circular situado en la esquina superior derecha es un cráter, mientras que el objeto del centro es un domo.

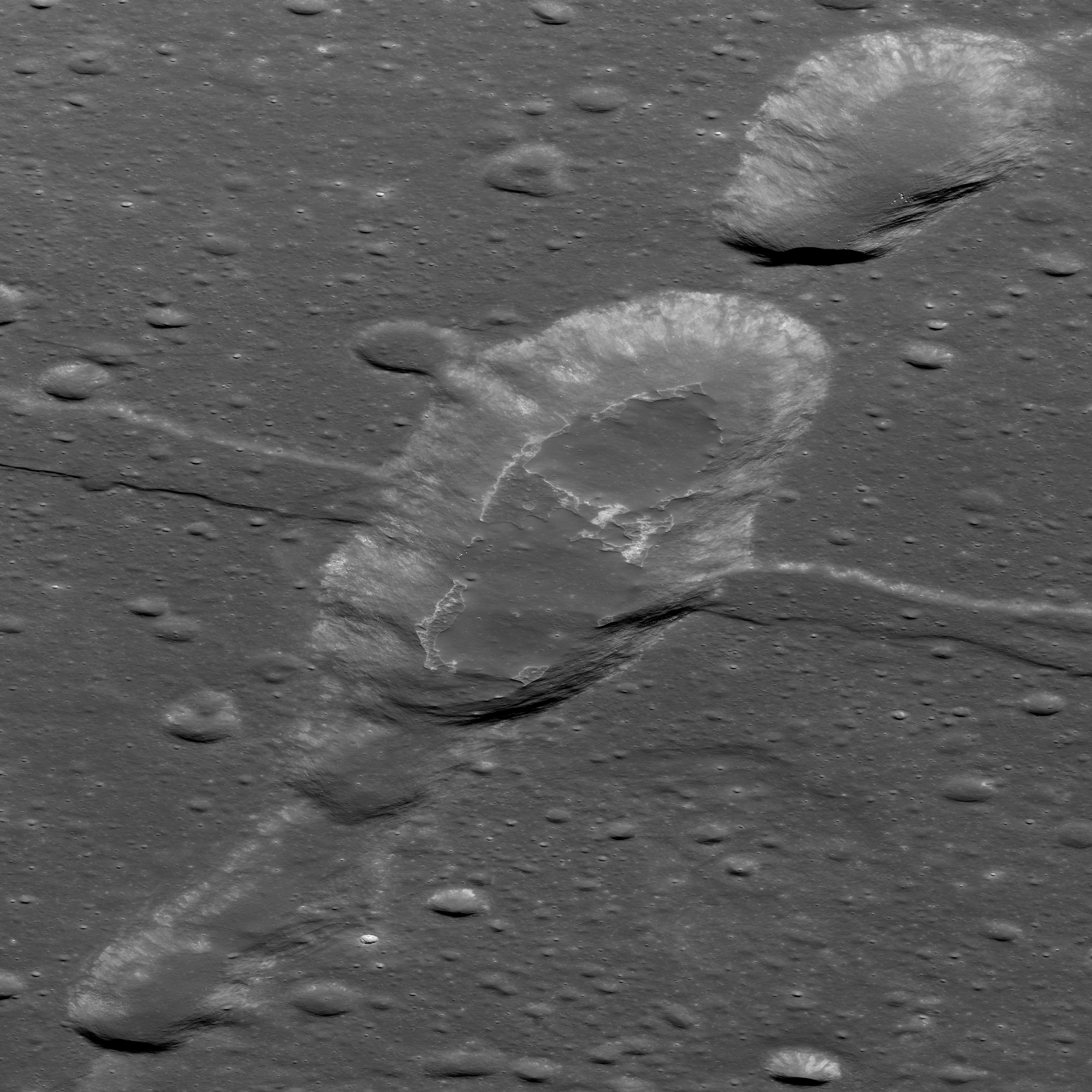
Una zona irregular atravesando la Rima Sosigenes en el sector occidental del Mare Tranquillitatis.

Las zonas irregulares de mare (denominadas en inglés Irregular mare patches; IMP por sus iniciales) son pequeñas agrupaciones de elementos del relieve lunar localizados en los mares lunares, caracterizados por su perfil liso, redondeado y ligeramente elevado, generalmente poseen una anchura de unos 500 metros.

## Descubrimiento
Debido a su pequeño tamaño, lo que dificulta su detección mediante astronomía observacional desde la Tierra, la primera zona irregular de mare descubierta, Ina, se localizó en 1971, tras el análisis de las fotografías tomadas por el Apolo 15. Otras de estas zonas fueron identificadas por el Lunar Reconnaissance Orbiter (lanzado en 2009), cuyo levantamiento fotográfico de la superficie lunar permitió encontrar aproximadamente 70 zonas irregulares más.

## Origen
El origen de las zonas irregulares de mare es incierto. El recuento de cráteres, una técnica que permite estimar la edad de un área por el número de impactos que contiene, indica que estas regiones pueden ser tan recientes como unas pocas decenas de millones de años. El equipo del LRO ha formulado la hipótesis de que son pequeños flujos de lava volcánicos, debido a su semejanza espectroscópica con otros flujos de lava. Sin embargo, distintos analistas refutan esta idea, argumentando que existen muchas zonas separadas, en vez de una grande. Esto requeriría que se hubieran producido numerosas erupciones a pequeña escala. Además, tampoco existe ningún indicio de flujos de lava en otras erupciones en la Luna. Y todavía más importante, la hipótesis de la acción volcánica entra en contradicción con la teoría actual de la geología lunar, que sostiene que la Luna tendría que haberse enfriado y solidificado hace aproximadamente 1000 millones años, impidiendo procesos geológicos volcánicos posteriores.

## Implicaciones geológicas
Si estas zonas fuesen de origen volcánico, tendría que "'hacerse literalmente que los geólogos reescribiesen los libros de texto sobre la Luna'". Según las teorías científicas actuales, el pequeño tamaño de la Luna significa que su manto tuvo que haberse solidificado plenamente hace aproximadamente 1000 millones de años, premisa respaldada por los datos sísmicos disponibles. Esto impediría cualquier acción geológica posterior generada desde el interior de la Luna. Una erupción reciente (en términos geológicos) indicaría que la Luna se habría enfriado mucho más despacio de lo que se había pensado, posiblemente debido al calor liberado por la desintegración radioactiva de radioisótopos.